# Novokameanka, Kuibîșeve
Novokameanka (în ucraineană Новокам`янка) este un sat în comuna Blahovișcenka din raionul Kuibîșeve, regiunea Zaporijjea, Ucraina.

## Demografie
Componența lingvistică a localității Novokameanka
     Ucraineană (92,86%)
     Rusă (6,49%)
     Alte limbi (0,65%)
Conform recensământului din 2001, majoritatea populației localității Novokameanka era vorbitoare de ucraineană (92,86%), existând în minoritate și vorbitori de rusă (6,49%).